# 개인택시
개인택시는 대한민국의 택시 회사에서 직접 운영하는 법인택시와 달리 개인이 직접 운영하는 택시를 가리키는 단어이다.

## 설명
개인택시는 택시 회사에서 운영하지않고 개인이 직접 택시를 운영하기 때문에 법인택시와 달리 택시 회사명이 붙어있지않고 개인이란 스티커가 붙어있다. 택시를 운영하려는 개인은  먼저 2종 보통면허 이상의 운전면허증과 택시운전자격증까지 모두 취득하여야 하며 반드시 영업용 차량 번호판을 자신의 택시에 장착해야 한다. 개인택시의 경우는 법인택시와 달리 차량의 유지비용과 연료비를 기사가 직접 부담하고 차량관리도 해야 한다. 개인택시는 40시간의 개인택시면허 양수교육을 필수로 받아야 하며 5년 이상을 무사고로 운전해야 개인택시를 운영할 자격이 생기게 된다. 개인택시를 운영하게되는 운수사업자는 자신이 근무하기를 원하는 지역에 대해 지방자치자체의 허가를 받고 영업을 할 수 있다.

## 같이 보기
- 택시
- 영업용
- 자동차